# Symfoni nr. 6 (Nielsen)
 For alternative betydninger, se Symfoni nr. 6. (Se også artikler, som begynder med Symfoni nr. 6)
Symfoni nr. 6 eller Sinfonia Semplice er den sjette og sidste af Carl Nielsens symfonier. På grund af dens modernistiske udtryk fik den ikke en særlig god modtagelse ved uropførelsen, og den er forblevet den mindst spillede af de seks.

## Instrumentering
Symfonien er orkestreret for 2 Fløjter (2. dublerer Piccolo) 2 Oboer, 2 Klarinetter i Bb & A, 2 Fagotter, 4 Horn i F, 2 Trompetter i Bb, 3 Basuner, 1 Tuba, Pauker, 4 Janitsharer som spiller på Cymbal, Triangel, Lilletromme, Stortromme, Klokkespil og Xylofon, og den sædvanlige strygersektion bestående af Violin 1 & 2, Bratscher, Celloer og Kontrabasser.

## Symfoniens tilblivelse
Carl Nielsen begyndte på symfonien i august 1924. Han betegnede den som mere "elskværdig og glidende" en hans øvrige symfonier, men han var også i tvivl om resultatet: "Jeg er ganske flittig med at komponere noget. Gud ved hvordan det bliver! Jeg ved det ikke selv, men hvad om det også bliver noget Skidt så kan det jo også være det samme, lille Nielsen kan jo da for pokker ikke blive ved på en og samme måde, Med Temperament og al det der. Denne gang skal det være godt kedeligt og pænt." Med ordet kedeligt mener Carl Nielsen ikke nødvendigvis at musikken skulle være kedelig at lytte til, men at den ikke skulle være så dramatisk som de to foregående symfonier. Anden sats blev komponeret hen over julen 1924, men mere om den senere. Tredje sats blev færdig i begyndelsen af 1925, og så lagde Nielsen arbejdet til side for at efterkomme en bestilling på musik til skuespillet Ebbe Skammelsen. Derefter tog han fat på Finalen, som han brugte lang tid på. Symfonien blev uropført den 11. december 1925, og partituret var først færdig seks dage forinden. Betegnelsen Sinfonia Semplice betyder simpel symfoni, og selvom symfonien langt fra er simpel, er orkestreringen mere let, hvilket kan være grunden til navnet.

## Satser
1. sats starter med at klokkespillet spiller tonen D fire gange efterfulgt af violinernes introduktion af temaet i G dur. Herefter følger en 13 minutter lang sats, som ender blidt i As dur.
2. sats (Humoreske) er kun orkestreret for Piccolo, 2 Klarinetter i A, 2 Fagotter, Tenorbasun ( som kun spiller glissandoer), Triangel, Lilletromme og Klokkespil. Den er svær at tage til sig, fordi den har et mærkeligt udtryk, men det er der en grund til. Nielsen forklarede i et interview:
"Humoresken begynder med, at de tre små Slaginstrumenter Klokkespillet, Trommen og Trianglen bliver enige om at vække de andre, større Instrumenter, som ligger og sover. Disse tre små Væsener har ikke megen Hjerne, de er nogle meget barnlige, søde, uskyldige Små, og de begynder nu med deres Bimme-limme-bim og deres sagte Bom-bom-bom ... de bliver ivrigere og ivrigere og får til sidst larmet de andre op til at spille ... Klarinetterne, Piccolofløjten og Fagotterne. Men de små uskyldige Instrumenter synes aldeles ikke om den moderne Musik, der nu lyder de hamrer for sig selv: Hold op, hold op siger de ... og så er det snart forbi med den moderne Musik. Men da begynder en Klarinet at spille, det er en lille barnlig Melodi, og de små Insrumenter tier og lytter. Basunen, dette store Instrument, gaber og siger: Baah, Barnemad! De andre Instrumenter falder atter ind, der bliver Strid om Musikken, det lyder lidt falsk og forvirret og til sidst falder det hele hen til ingen Verdens Ting. Dette er Symfoniens Humoreske."
3. sats (Proposta Seria) er for Strygere, Horn, Fløjte, Klarinet i Bb og Fagotter og består af et fugeret tema der kastes frem og tilbage mellem instrumenterne.
4. sats er "et Variationsværk, et kosmisk Kaos, hvis Atomer over Temaet fra det dunkle til det lyse klarer op og samles til en Klode." Satsen består af en introduktion i træblæserne, efterfulgt af temaet spillet i Bb dur af fagotten, efterfulgt af ni variationer en fanfare og en spøjs afslutning. Niende variation minder meget om 2. sats, og Nielsen har beskrevet den som døden, der overvindes af den efterfølgende fanfare. Under arbejdet på værket fik han nemlig et hjerteanfald, som nær havde slået ham ihjel. På bagrund af anfaldet skrev han den niende variation hvor xylofonen rasler som skeletter akompagneret af tuba, trommer og triangel. Efter fanfaren bryder et virvar løs, der stopper brat ved at fagotterne spiller en stump af det oprindelige tema, som violinerne bygger op til en stor afslutning i Bb-dur, men symfonien ender med at fagotterne holder tonen B, efter at de andre er holdt op med at spille.

## Eksterne links
- Link til Carl Nielsen Udgavens praktisk/videnskabelige digitale udgave:

- Carl Nielsens Symfoni nr. 6, Sinfonia semplice